# ガリレオ・ガリレイ (潜水艦)
| アルキメーデ級の艦形図 | |
| 艦歴                   | |
| 発注                   | トシ社タラント造船所 |
| 起工                   | 1931年10月15日 |
| 進水                   | 1934年3月19日 |
| 就役                   | 1934年10月16日 |
| 退役                   | |
| その後                 | 1940年6月19日にイギリス海軍に鹵獲後、1942年から潜水艦「X-2」として就役。1946年除籍後解体処分。                                  |
| 除籍                   | |
| 性能諸元               | |
| 排水量                 | 水上：970トン 水中：1,239トン                                                                                                   |
| 全長                   | 70.5m |
| 全幅                   | 6.87m |
| 吃水                   | 4.12m |
| 機関                   | 水上：トシ式ディーゼル機関2基 水中：マレリ式電気モーター2基 2軸推進                                                             |
| 最大出力               | 水上：3,000hp 水中：1,100hp |
| 最大速力               | 水上：17.0ノット 水中：7.7ノット                                                                                                |
| 航続距離               | 8ノット/10,500海里 |
| 燃料                   | 重油：-トン |
| 乗員                   | 55名 |
| 兵装                   | OTO 1927年型 10cm（43口径）単装速射砲2基 1931年型 13.2mm（75.7口径）単装機銃2丁 53.3cm水中魚雷発射管単装8門（前部4門、後部4門） |

ガリレオ・ガリレイ (Galileo Galilei) は、イタリア海軍の潜水艦。アルキメーデ級。

## 艦歴
1931年10月15日起工。1934年3月19日進水。同年10月16日竣工。
スペイン内戦に参加。その後紅海に配備される。
イタリアが第二次世界大戦に参戦した1940年6月10日に「ガリレオ・ガリレイ」は出撃し、10月16日にバブ・エル・マンデブ海峡を通過。同日、オマーン湾でノルウェーのタンカー「ジェームス・ストーブ (James Stove) 」（8215トン）を停船させ、乗組員の退船後に魚雷で沈めた。
6月18日、ユーゴスラビアの貨物船「ドラバ (Drava) 」を臨検。次いで16時ごろイギリス軍機と交戦した。19時30分、イギリスのスループ「ショアハム」が「ガリレオ・ガリレイ」を発見。爆雷攻撃を実施後、追跡をトローラー「ムーンストーン」に引き継いだ。6月19日2時30分に「ガリレオ・ガリレイ」は浮上したが、この時エアコンが壊れており、中毒患者が出ていた。エアコンには有毒なクロロメタンが使用されていた。
6月19日11時37分、「ムーンストーン」はASDICで「ガリレオ・ガリレイ」を捉えた。「ムーンストーン」は爆雷を投下。一方、「ガリレオ・ガリレイ」の艦長Nardiは潜望鏡で見て敵艦の武装は弱いと確信。「ガリレオ・ガリレイ」は浮上し砲戦を挑んだ。当時のイタリア潜水艦長は艦の搭載砲と水上速力を信頼しており、水上戦も厭わなかった。しかし、荒れた海などのため「ガリレオ・ガリレイ」の砲撃が正確さを欠く一方、「ムーンストーン」の砲撃は「ガリレオ・ガリレイ」の艦橋に続けて命中。「ガリレオ・ガリレイ」では艦長以下士官がほぼ全員死亡した。誰かがエンジンを止めると、イタリア人たちは白旗を振って艦から出てきた。おそらく、彼らはクロロメタン中毒になっていた。この戦闘でのイタリア側の死者は16名であった。
イギリス人は「ガリレオ・ガリレイ」のエンジンを始動させ、駆逐艦「カンダハー」が曳航してアデンへ持っていった。
イタリア側はコードブックが敵の手に渡ったものと判断して暗号を変更したが、実際にイギリス側が入手したのはコードブックではなく作戦命令書であり、その情報を元にイタリア潜水艦「ルイジ・ガルヴァニ」を沈めた。
1942年に「ガリレオ・ガリレイ」はイギリス海軍の潜水艦「X2」となる。1946年1月1日に除籍後、解体処分された。

## 参考図書
- 「世界の艦船増刊第20集　第２次大戦のイタリア軍艦」（海人社）